# Magnus Biermer
Magnus Biermer, född den 22 november 1861 i Bern, död den 25 februari 1913 i Giessen, var en schweizisk-tysk socialekonom.
Biermer blev filosofie och juris doktor, var ledare av handelskammaren i Münster 1891–1894 och extra ordinarie professor vid därvarande akademi 1894–1898, varpå han förflyttades som ordinarie professor 1898 till Greifswald och 1900 till Giessen. Biermer, som var en flitig föredragshållare och skribent, behandlade i en mängd uppsatser och avhandlingar nationalekonomiska frågor av alla slag, särskilt dock praktiska dagsfrågor, i synnerhet rörande handelspolitik och finansväsen samt penning- och bankväsen. Stor spridning vann hans minnestal Fürst Bismarck als Volkswirt (1899), liksom föredraget Die finanzielle Mobilmachung (1913).